# Palais de Scone
Le Palais de Scone est un monument classé situé à Scone, dans le comté de Perth en Écosse. Construit en grès rouge avec un toit crénelé, c'est l'un des plus beaux exemples du style gothique géorgien tardif au Royaume-Uni.
Lieu chargé d'histoire, Scone est à l'origine le site d'une église paléochrétienne, puis d'un prieuré augustinien. Au XIIe siècle, le prieuré de Scone obtient le statut d'abbaye et en conséquence une résidence abbatiale large est construite, nommée « palais abbatial ». C'est pour cette raison que la structure actuelle conserve le nom de « Palais ». L'abbaye de Scone est gravement endommagée en 1559 pendant la Réforme écossaise après qu'une foule emmenée par le célèbre réformateur, John Knox, est venue à Scone depuis Dundee. Après avoir survécu à la Réforme, l'abbaye devient en 1600 une seigneurie laïque. Le palais abrite ainsi les comtes de Mansfield depuis plus de 400 ans. Au début du XIXe siècle, le palais est agrandi par l'architecte William Atkinson (en). En 1802, David William Murray, 3e comte de Mansfield , charge Atkinson d'agrandir le palais, en remaniant le palais de Scone de la fin du XVIe siècle. Le 3e comte charge Atkinson de mettre à jour l'ancien palais tout en conservant les caractéristiques des bâtiments abbatiaux gothiques médiévaux sur lesquels il a été construit, la plupart des travaux sont terminés en 1808.
Les travaux d'aménagement paysager autour du Palais sont entrepris par John Claudius Loudon. Loudon avec Atkinson conçoit un paysage pour rester en accord avec l’architecture du palais, et mettre en évidence l'importance historique de Scone. D'autres travaux sont menés en 1842 pour préparer Scone Palace à la visite de la reine Victoria et du prince Albert. La grande majorité de ce travail concerne la décoration intérieure en plus de la fourniture d'eau courante, représentant un coût énorme pour le comte. De nombreux décors intérieurs originaux du début du XIXe siècle subsistent, notamment plusieurs plafonds richement sculptés et voûtés. 
Scone a été pendant près de 1 000 ans le lieu du couronnement des rois écossais. Les souverains écossais devaient pour cela s'assoir sur la Pierre du destin, dont une réplique se trouve dans les jardins du palais. L'originale est désormais au château d'Édimbourg et sert toujours au couronnement des souverains britanniques. C'est un site d'une immense importance historique.
Scone Palace est une attraction touristique renommée. Les State Rooms sont ouvertes chaque année d'avril à fin octobre. Il est possible pour les groupes d'organiser des visites pendant les mois d'hiver. Les jardins du palais sont également ouverts au public. Les jardins sont le lieu de création des sapins de Douglas, introduits par David Douglas. Un labyrinthe végétal en forme d'étoile s'y trouve également. Le palais accueille enfin plusieurs événements en plein air.

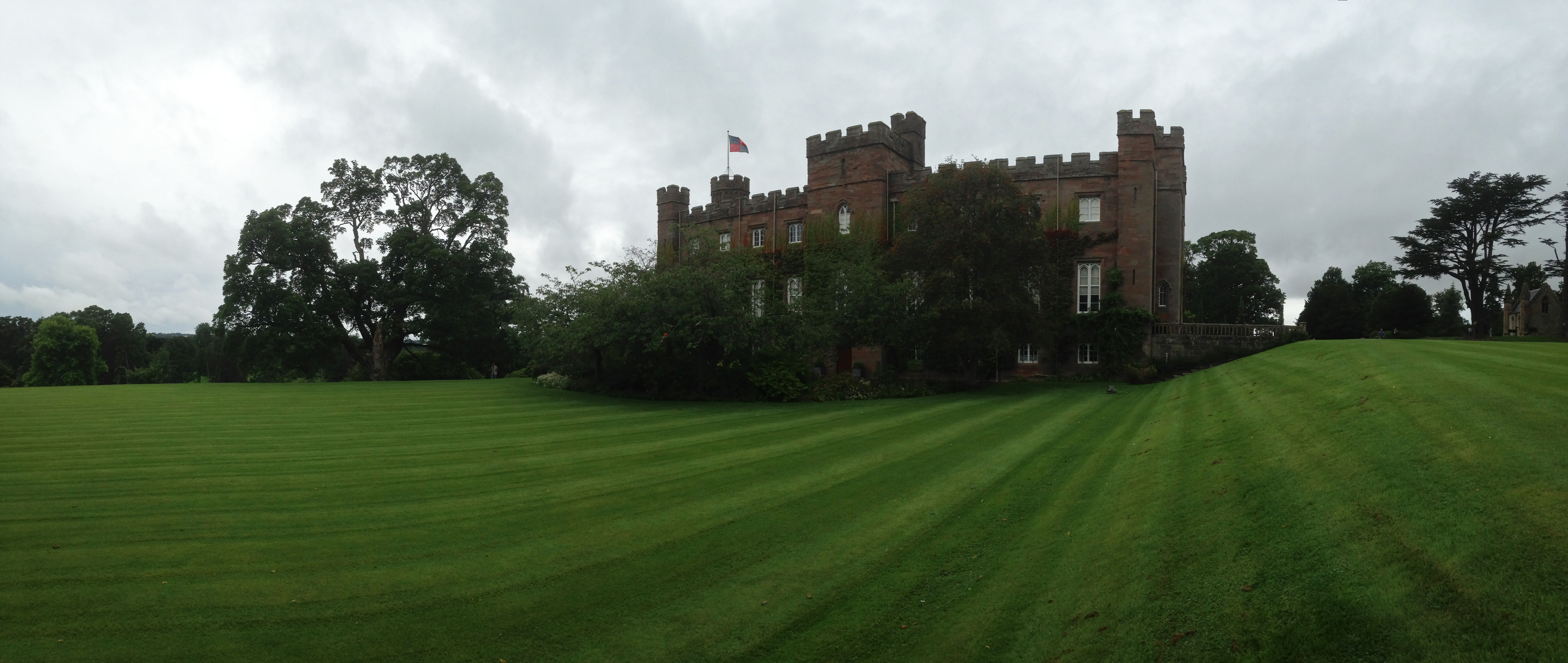
Vue de côté du Palais de Scone.
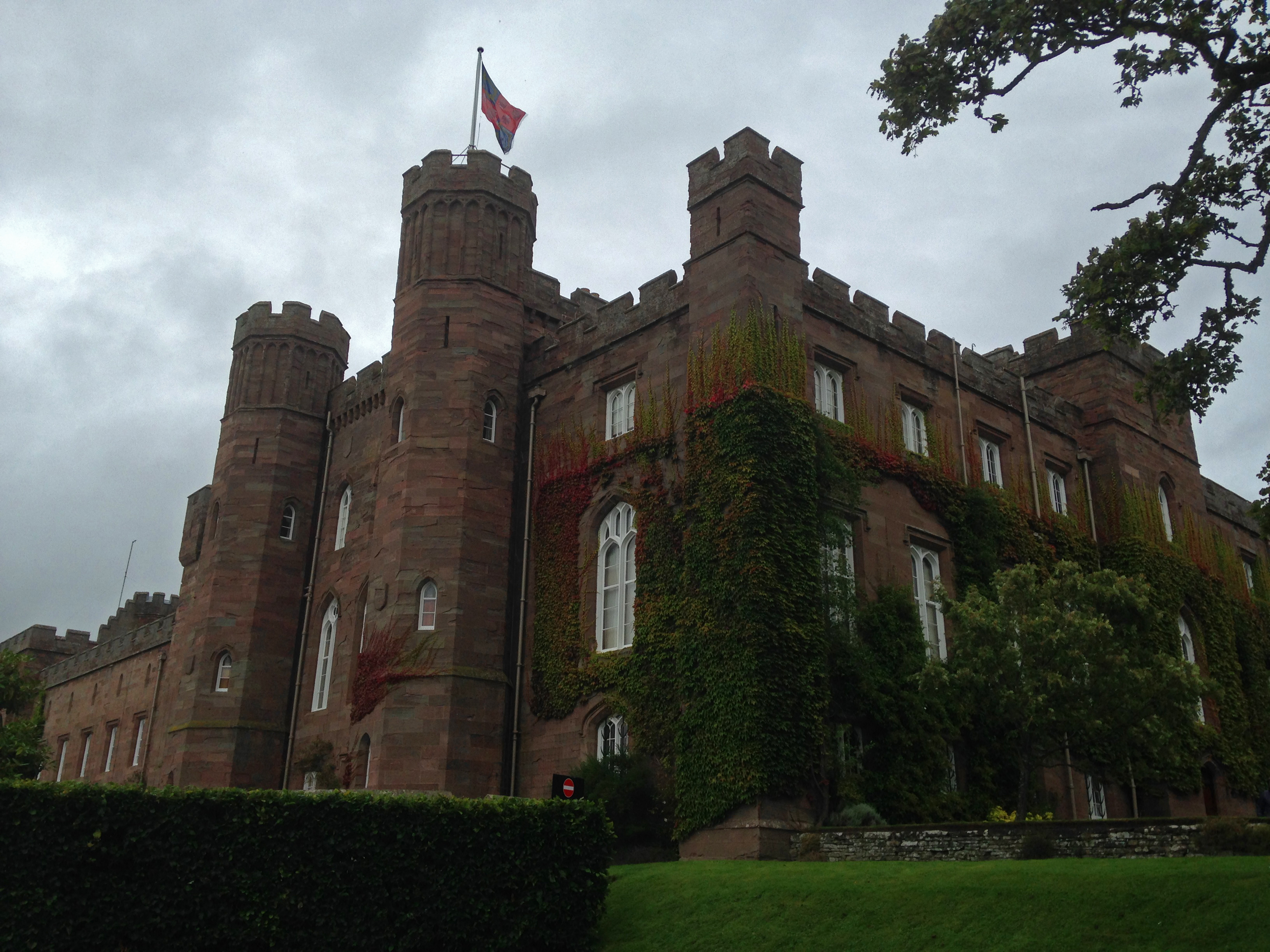
Vue trois quarts arrière.
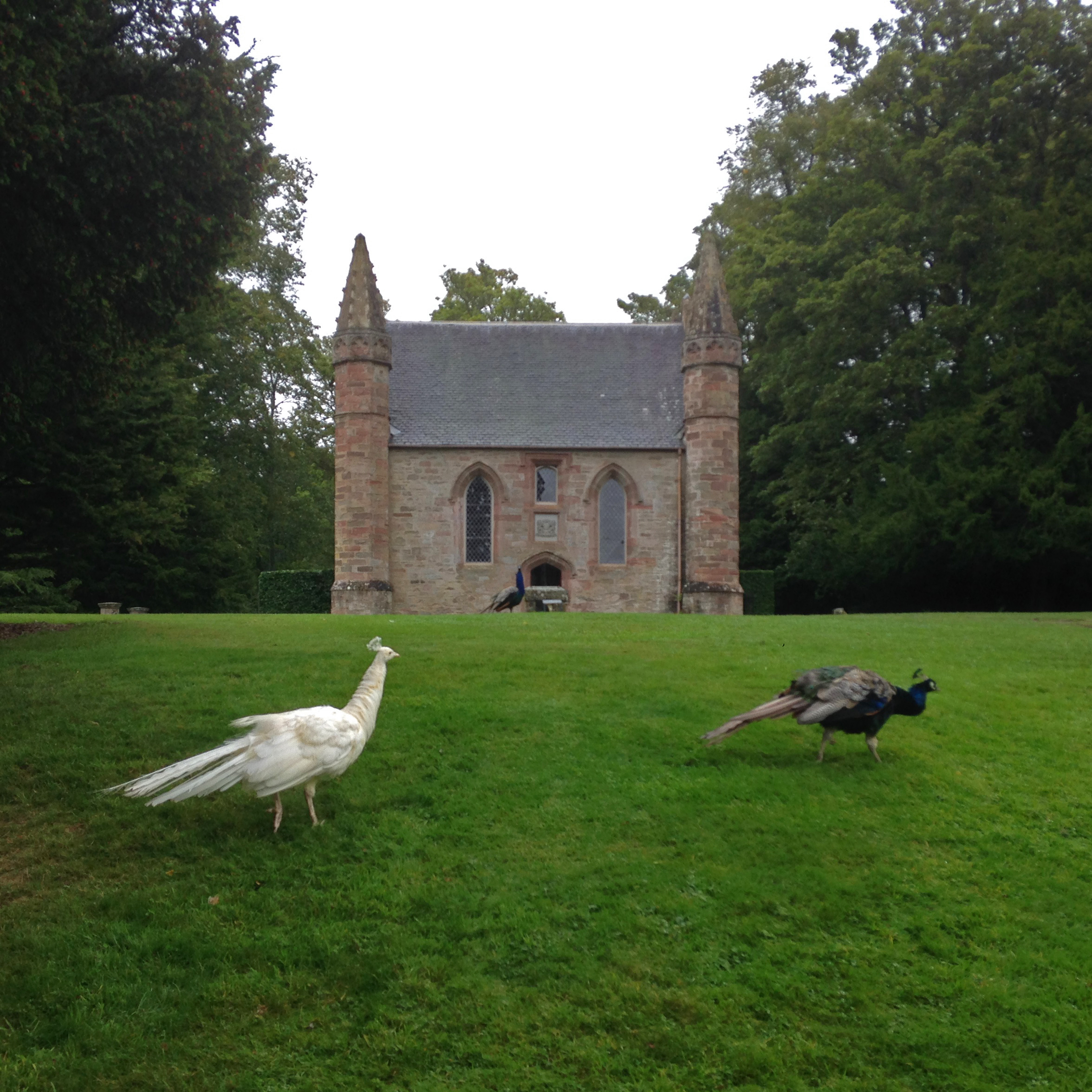
La chapelle du couronnement des rois d’Écosse.
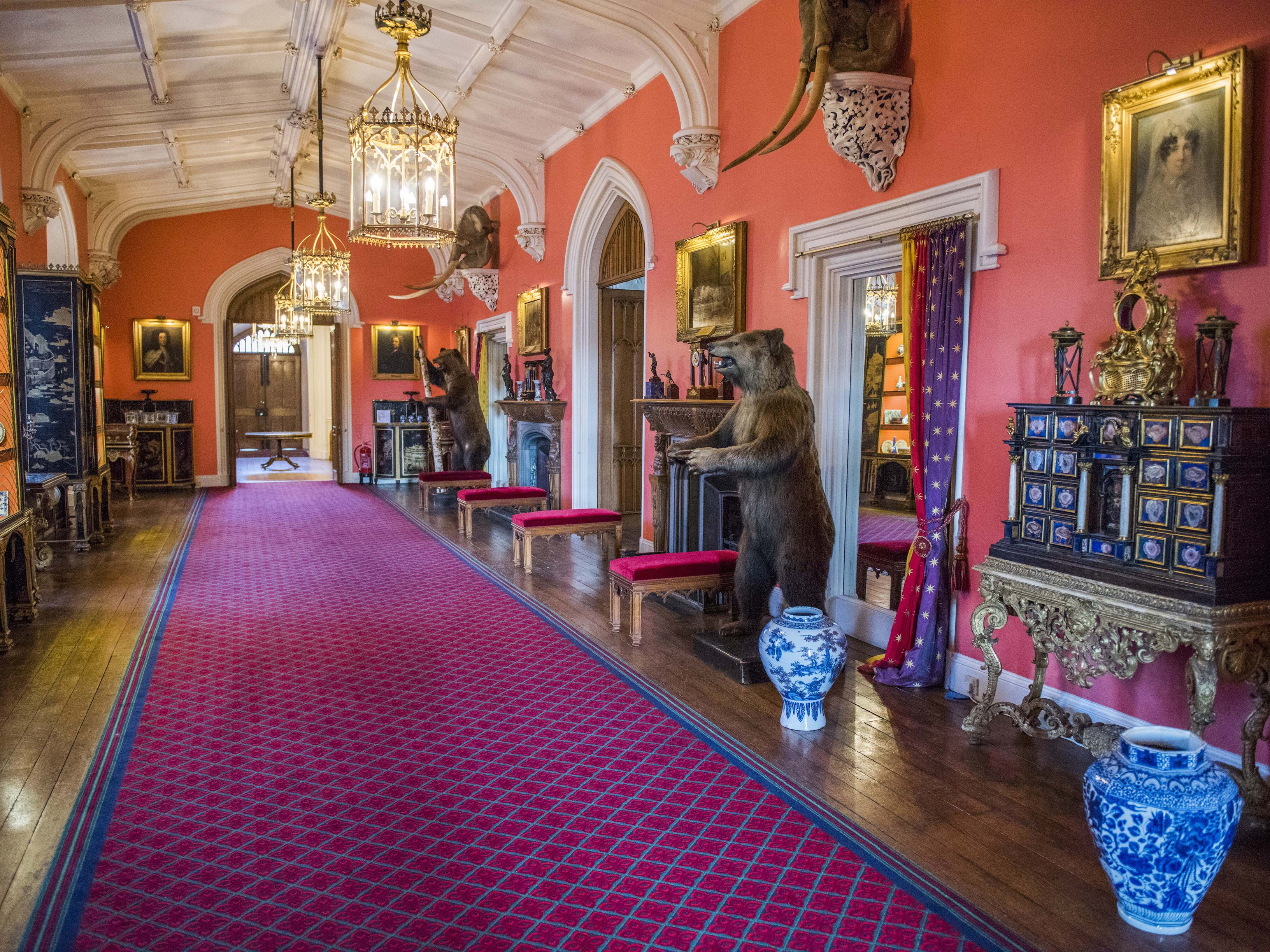
Vue intérieur présentant le décor néo-gothique du château.